# Les Passages Pasteur
Pour les articles homonymes, voir Passage Pasteur.
Les Passages Pasteur est un centre commercial situé dans le centre historique de Besançon, en Franche-Comté. Il fut inauguré le 18 novembre 2015.

## Situation et accès
Le centre est desservi par les lignes de tramway 1 et 2 et par les lignes de bus 3, 4, 5, 10, 11, 21 et 27. Il est situé sur la place Pasteur, au carrefour de la rue Pasteur et de la Grande Rue, toutes deux piétonnes dans ce secteur. Les passages Pasteur sont situés stratégiquement au centre de l'axe place du 8 septembre - Pont Battant.

## Historique
Initié en 1998 par la Ville de Besançon, les Passages Pasteur faisaient partie du programme de redynamisation du cœur de ville de Besançon. Le programme comptait une centaine de logements, un nouveau grand parc de stationnement en centre-ville et de nouveaux espaces publics.
À forte valeur patrimoniale, le site était composé en son cœur de bâtiments vétustes ou industriels qui ont été démolis et d'immeubles du XVIe et XIXe siècles qui ont été rénovés.
La requalification de l'ensemble des espaces publics piétons environnants, avec notamment le réaménagement de la place Pasteur, inaugurée en 2007, a complété cette vaste opération de restructuration.
En juin 2016, une inondation a atteint les passages après la rupture d'une conduite sèche.

## Présentation
Hormis la cour de l'hôtel de Rosières, le centre est intégralement couvert, climatisé et éclairé naturellement par deux grandes verrières.
L'ensemble commercial est conçu sur 4 niveaux, et représente 15 000 m2 :
- Le rez-de-chaussée et le premier étage accueillent les espaces de vente, dont certaines moyennes surfaces sur deux niveaux ;
- L'entresol abrite les réserves commerciales et les locaux techniques ;
- Le premier sous-sol est partiellement occupé par Monoprix, cette surface de vente est accessible par le rez-de-chaussée du magasin.

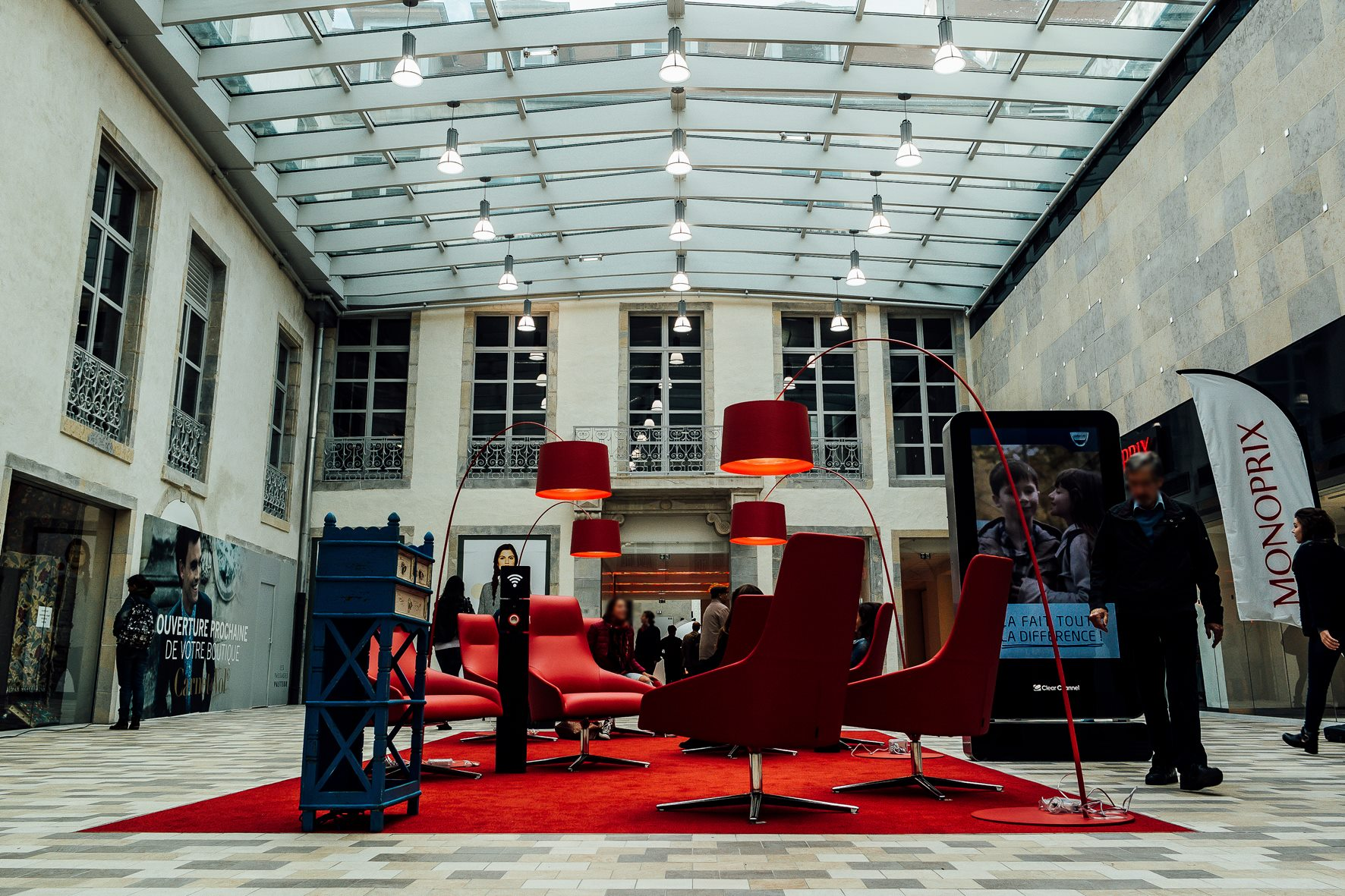
L'espace wifi de la cour de l'intendance.

### Boutiques

#### Mode
- Bershka
- Cover
- Footkorner
- Foot Locker
- Mango
- New Yorker
- Spartoo

#### Beauté et santé
- KIKO
- Krys

#### Maison et décoration
- La Chaise Longue

#### Sport
- Basic-Fit

#### Restaurants
- Miss Cookies Coffee
- Poulaillon
- Starbucks

#### Alimentation
- Doubs Direct
- Monoprix